# Gutter Ballet
A Gutter Ballet az amerikai Savatage 1989-ben megjelent nagylemeze. Ez volt a zenekar második lemeze, melyen Paul O’Neill látta el a produceri teendőket. Ez az album fordulópontot jelent a zenekar pályafutásában. A korábban megismert hangzásukat szimfonikus elemekkel dúsították, a dalok pedig összetettebbek és hosszabbak lettek, ezáltal a zenekar egyre inkább a progresszív metal irányába indult el. A zenei módosítást Jon Oliva kedvezményezte elsőként, miután egy torontoi színházban megnézte Andrew Lloyd Webber hírhedt Az Operaház Fantomja musicaljét. Az előadás után döntött úgy, hogy zenekarát egy progresszívebb, teátrálisabb hangzás felé irányítja. Ebben az elgondolásban íródtak az olyan dalok, mint a címadó Gutter Ballet vagy a When the Crowds Are Gone. A lemez utolsó három dala (Mentally Yours, Summer's Rain, Thorazine Shuffle) szövegileg összefüggésben van egymással, amint azt elárulta a zenekar egy későbbi interjúban.
Az album eredetileg a Temptation Revelation címet kapta volna a hasonló című instrumentális dal után, de végül Steve Wacholz előrukkolt a Hounds of Zaroff címmel, majd a zenekar ezt az ötletet is elvetette.
A dalok írásában az Oliva testvérek mellett Paul O’Neill is hangsúlyosan kivette a részét.
Ezen a lemezen vált teljes jogú taggá Chris Caffery (gitár/billentyűs hangszerek), aki korábban csak a turnékon segítette ki a zenekart.
A Gutter Ballet dalra 1990-ben New Yorkban forgattak videóklipet, de a When the Crowds are Gone dalra is készült videó . A Gutter Ballet videója  gyakran látható volt az MTV Headbanger's Ball műsorában, melyben Jon és Criss Oliva 1990-ben interjút is adott Riki Rachtman műsorvezetőnek.
A lemez később több újrakiadásban is megjelent, az eredeti kiadás CD és kazetta változatain pedig bónuszdalként szerepelt a Thorazine Shuffle.

## Dalok
Minden dalt Criss Oliva, Jon Oliva és Paul O’Neill írt, kivéve a  "Silk and Steel" címűt, melynek Criss Oliva mellett Paul Silver a szerzője.
1. "Of Rage and War" – 4:47
2. "Gutter Ballet" – 6:20
3. "Temptation Revelation" (instrumentális) – 2:56
4. "When the Crowds Are Gone" – 5:45
5. "Silk and Steel" (instrumentális) – 2:56
6. "She's in Love" – 3:51
7. "Hounds" – 6:27
8. "The Unholy" – 4:37
9. "Mentally Yours" – 5:19
10. "Summer's Rain" – 4:33
11. "Thorazine Shuffle" – 4:43

### 1997-es CD kiadás bónuszai
1. "All That I Bleed" – 4:35

### 2002-es CD kiadás bónuszai
1. "Hounds (koncertfelvétel)" – 7:20
2. "When The Crowds Are Gone (koncertfelvétel)" – 7:07

## Pozíció

### Album
Billboard (észak-amerika)
| Év   | Lista             | Pozíció |
| ---- | ----------------- | ------- |
| 1989 | The Billboard 200 | #124    |

### Kislemezek
| Év   | Kislemez                   |
| ---- | -------------------------- |
| 1990 | "Gutter Ballet"            |
| 1990 | "When the Crowds are Gone" |

## Közreműködők
- Jon Oliva – ének, zongora
- Criss Oliva – gitár, akusztikus gitár
- Steve Wacholz – dob
- Johnny Lee Middleton – basszusgitár
- Chris Caffery – gitár, billentyűs hangszerek

### Produkció
- producer: Paul O’Neill
- hangmérnök: James A. Ball, Joe Henehan
- hangmérnök asszisztens: Teddy Trewalla, Deek Venarchick, Jay DeVito, Dave Parla
- maszterizálás: Jack Skinner/EuropaDisc, NYC
- borító: Gary Smith
- stúdió technikus: Dan Campbell
- kisegítő billentyűs: Bob Kinkel
- fotók: Dennis Osborne
- A "Gutter Ballet" című szám keverésére a Record Plant stúdióban került sor. (1989 február–július)